# Barrio Lomas Altas
Barrio Lomas Altas es una localidad del partido de Chascomús, en la provincia de Buenos Aires, Argentina.

## Ubicación
Barrio Lomas Altas se encuentra sobre la costa oeste de la laguna de Chascomús 5 km al oeste de Chascomús y 6 km al noroeste de Villa Parque Girado.

## Población
Cuenta con 61 habitantes (Indec, 2010). Durante los censos nacionales del INDEC de 1991 y 2001 fue considerada como población rural dispersa.
| Gráfica de evolución demográfica de Barrio Lomas Altas entre 1991 y 2010 |
|                                                                          |
| Fuente: Censos nacionales del INDEC.                                     |